# 王承恩
王承恩（？—1644年），明末宦官，屬太監曹化淳名下，累官司禮監秉筆太監，甲申之變李自成攻入北京城，崇禎帝自縊，他也殉主自盡。南明弘光帝聞後，賜諡忠愍。
清朝順治帝題碑“貞臣為主，捐軀以從”，康熙帝曾在思陵附近為王承恩豎碑立傳。

## 生平
王承恩於明萬曆年間進宮，擔任信王府的掌管太監，即自信王朱由檢（後來的崇禎帝）一出生開始就照顧著他。於天啟年間，他也是魏忠賢勢力的其中一份子。但身為太監的魏忠賢想要篡位，王承恩卻幫助朱由檢，使天啟年間的司禮監太監魏忠賢只好在明熹宗臨死前宣布由信王朱由檢繼位，而且明熹宗的皇后張氏也發布懿旨：「召信王入繼大統」，因此魏忠賢與王承恩決裂。
他於崇禎年間擔任司禮監秉筆太監，侍奉崇禎帝大半輩子，他並未似魏忠賢一般的奪權造反，而幫助崇禎帝辦公。但是有些官臣覺得他的權力過甚，有越權之行為，如戶部尚書周延儒曾向崇禎帝進言，認為王承恩的權勢過大，是另一個魏忠賢。周延儒上書告發王承恩，愛猜忌的崇禎帝雖然認為周延儒講的話有道理，一度想殺掉王承恩，但是崇禎帝最後還是心軟，任用王承恩。
崇禎十七年（1644年）三月十九日早上，崇禎帝由太監王承恩陪伴登上煤山（今北京景山），吊死在山腰壽皇亭附近的歪斜的老槐樹上。隨後王承恩也吊死於旁邊的海棠樹上。主仆二人的屍體直至三月二十一日才被發現，四月四日，李自成下令打開田皇貴妃的墳墓，將崇禎帝葬進去（田皇貴妃園寢因此改稱思陵），並將王承恩附葬於思陵側。

## 延伸阅读
[在维基数据编辑]
 《明史卷三百〇五》，出自《明史》